# 名家有主

劉美誼於李昌鈺家博士家中拜訪

名家有主，美国中文访谈电视节目。主持人：劉美誼
榮獲第三十屆Telly Award兩項獎：
最佳文化藝術 － 銀奬
最佳綜合娛樂 － 銅奬 
已訪嘉賓包括：李昌鈺，張天愛，劉醇逸，孟昭文，楊呈偉等各界居美华裔知名人士
首個由美國華裔製作公司，JLG娛樂製作，執行製作，透過
美國中文電視， 中天電視， 天下衛視，凤凰卫视美洲台，KTSF ，於全美播放的名人專訪電視節目。

## 外部連結
- 榮獲第三十屆Telly Award大獎（页面存档备份，存于）
- 节目官方网站
- 北美新浪網报道（页面存档备份，存于）